# Krzysztof Narecki
Krzysztof Marian Narecki (ur. 26 maja 1956 w Gołębiu) – polski literaturoznawca, filolog klasyczny, profesor nauk humanistycznych, profesor Katolickiego Uniwersytetu Lubelskiego Jana Pawła II i jego prorektor w latach 2012–2016 i 2020–2021.

## Życiorys
Absolwent Liceum Ogólnokształcącego im. A.J. ks. Czartoryskiego w Puławach (1975). W 1980 ukończył studia filologiczne w Katolickim Uniwersytecie Lubelskim. Doktoryzował się w 1988 na macierzystej uczelni na podstawie rozprawy zatytułowanej: Heraklit z Efezu i jego nauka. Interpretacja zachowanych fragmentów, której promotorem był profesor Henryk Podbielski. Stopień naukowy doktora habilitowanego uzyskał w 2000 na KUL w oparciu o pracę: Logos we wczesnej myśli greckiej. Studium semantyczno-filozoficzne. Tytuł profesora otrzymał 17 czerwca 2021.
Od 1980 zawodowo związany z Katolickim Uniwersytetem Lubelskim Jana Pawła II, na którym w 2002 objął stanowisko profesora nadzwyczajnego (po zmianach prawnych profesora uczelni). W latach 2002–2008 był prodziekanem Wydziału Nauk Humanistycznych, w kadencji 2008–2012 pełnił funkcję dziekana tej jednostki. W latach 2012–2016 zajmował stanowisko prorektora KUL do spraw studenckich, a w 2020 został prorektorem KUL do spraw studentów i doktorantów w latach 2020–2021. Ponadto w 2011 został kierownikiem Katedry Filologii Greckiej w Instytucie Filologii Klasycznej (następnie w Instytucie Literaturoznawstwa).
Specjalizuje się w myśli i greckiej terminologii filozoficznej. Publikował prace poświęcone m.in. Heraklitowi, Parmenidesowi, Empedoklesowi i Arystotelesowi; autor haseł w Encyklopedii katolickiej i Powszechnej encyklopedii filozofii, redaktor naczelny „Roczników Humanistycznych”. Członek Komitetu Nauk o Kulturze Antycznej PAN (w tym jego wiceprzewodniczący), Polskiego Towarzystwa Filologicznego i Towarzystwa Naukowego KUL.
W 2016 został odznaczony Brązowym Krzyżem Zasługi. Otrzymał także Brązowy Medal „Za zasługi dla obronności kraju” (2014), Medal Unii Lubelskiej (2020) i Brązowy Medal „Zasłużony dla Nauki Polskiej Sapientia et Veritas” (2023).